# Liver Bird (Fabelwesen)

Das Wappen von Liverpool.

Der Liver Bird (ˈlaɪvər bɜrd, dt. etwa: Livervogel) ist ein mythologisches Wesen und Symbolfigur der englischen Stadt Liverpool. Er wird normalerweise als Kormoran dargestellt und ist auf dem Wappen der Stadt mit einem Zweig laver seaweed (Purpurtang) im Schnabel dargestellt. Die englische Bezeichnung des Tangs ist eine Anspielung auf den Namen „Liverpool“.

## Geschichte

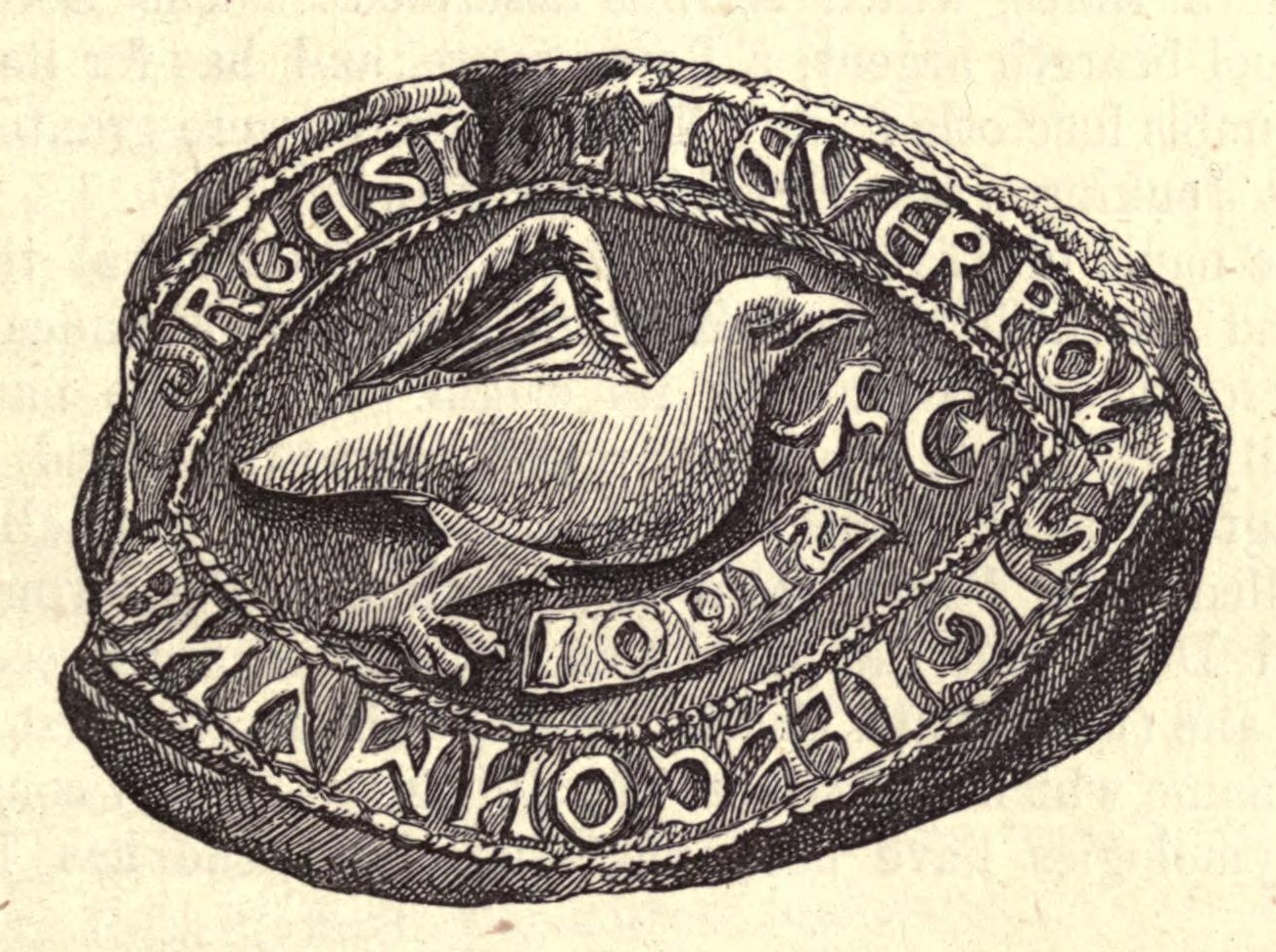
Abbildung des Siegels der Stadt Liverpool aus dem 13. Jahrhundert (verlorengegangen im Englischen Bürgerkrieg)

König Johann Ohneland gründete den Borough of Liverpool 1207 durch eine Royal Charter. Die zweite Charter des Borough, welche von Heinrich III. 1229 erlassen wurde, gab den Stadtbürgern das Recht eine Gilde zu gründen mit den damit verbundenen Privilegien, einschließlich des Rechts, ein gemeinsames Siegel zu verwenden. Liverpools altes Siegel stammt wahrscheinlich aus dieser Zeit, obwohl der früheste erhaltene Abdruck (im British Museum) aus dem Jahr 1352 stammt. Das Siegel zeigte einen generischen Vogel mit einem Pflanzenzweig im Schnabel und einer eingeschriebenen Schriftrolle (in zittrigen Buchstaben) „JOHIS“ – eine Abkürzung für Johannis. Der Vogel sollte mit ziemlicher Sicherheit ein Adler sein, das Symbol von Johannes dem Evangelisten, der sowohl Namensgeber als auch Schutzpatron von König Johann war. Der Pflanzenzweig wird als Ginster (lat.: planta genista), einem Abzeichen des Hauses Plantagenet, interpretiert. Auf dem Siegel sind auch ein Stern und ein Halbmond zu sehen, persönliche Abzeichen von König Johann.
Die mangelhafte Machart des Siegels hat zu anderen Theorien geführt. Richard Brooke, ein Antiquar des 19. Jahrhunderts (Liverpudlian antiquary) aus dem 19. Jahrhundert, vermutete, dass es sich bei dem Vogel um eine Taube mit einem Olivenzweig handelte und dass auf der Schriftrolle „NOBIS“ oder „VOBIS“ stand.
Im 17. Jahrhundert geriet die wahre Identität des Vogels in Vergessenheit: Man begann, ihn entweder als Kormoran, einen in der Gegend häufig vorkommenden Vogel, oder als „lever“ zu interpretieren. Im Jahr 1611 wird in den städtischen Aufzeichnungen beschrieben, dass der Bürgermeister ein Schild „mit dem Kormoran, den Townes Armes“ („marked with the Cormorant, the Townes Armes“) erhielt, während der Earl of Derby der Stadt 1668 einen silbervergoldeten Streitkolben mit der Gravur „Laver“ schenkte. In seiner Arbeit The Academie of Armorie von Randle Holme von 1688 verzeichnet er das Wappen von Liverpool als einen blauen „lever“ auf einem silbernen Feld. Holme interpretiert das Wort als Adaptation des deutschen Löffler oder niederländische lepler/lefler, welche beide den Löffler bezeichnen. Es ist möglich, dass diese kontinentalen Wörter für den Vogel in Liverpools Wappen übernommen wurden, da sie eine passende Anspielung auf den Namen „Liverpool“ darstellten. Etwa zur gleichen Zeit wurde der Ginsterzweig im Schnabel des Vogels, auch wegen der Ähnlichkeit des Wortes mit dem Stadtnamen, in einen Zweig Purpurtang umgedeutet.
Im August 1796 schrieb der Bürgermeister Clayton Tarleton an das College of Arms um ein offizielles Grant of Arms für die Stadt zu erreichen. Sein Brief benannte den Vogel „a lever or sea cormorant“. Das Wappen wurde ordnungsgemäß am 22. März 1797 von Sir Isaac Heard, dem Garter King of Arms, und George Harrison, Norroy King of Arms verliehen; in der Verleihungsurkunde wird der Vogel nur als „cormorant“ beschrieben.
Zusätzlich zu den Wappen und der Wappenzier gewährte Garter am 23. März Wappenhalter: Neptun, der Gott des Meeres, und seinem Sohn und Herold Triton. Das Motto lautet „Deus nobis haec otia fecit“ – ein Zitat aus Vergils Eklogen; übersetzt: „Gott hat uns diese Erleichterung geschenkt“ oder „Gott hat uns diese Segnungen geschenkt“.

## Darstellungen in der Stadt

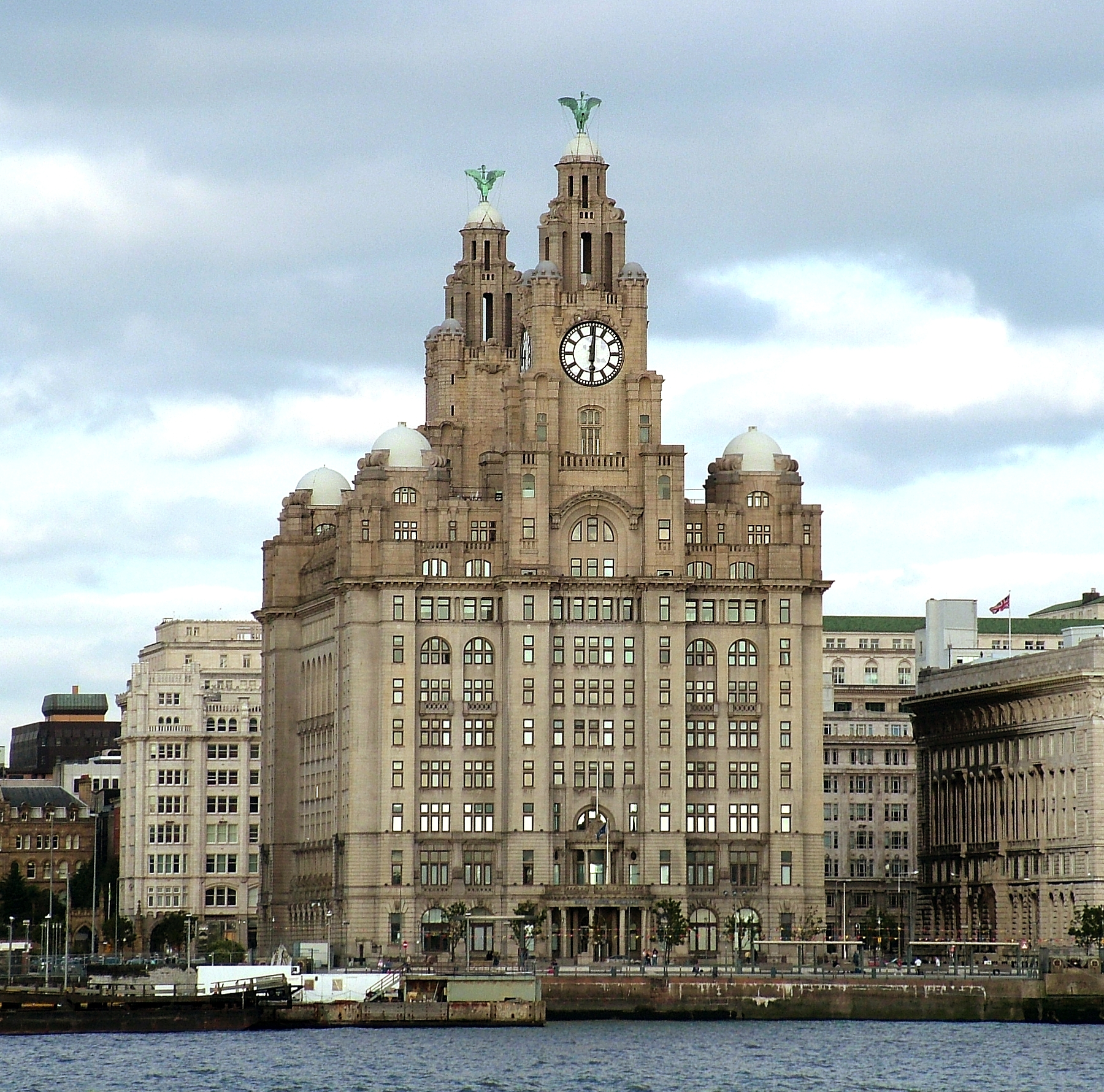
Das Royal Liver Building

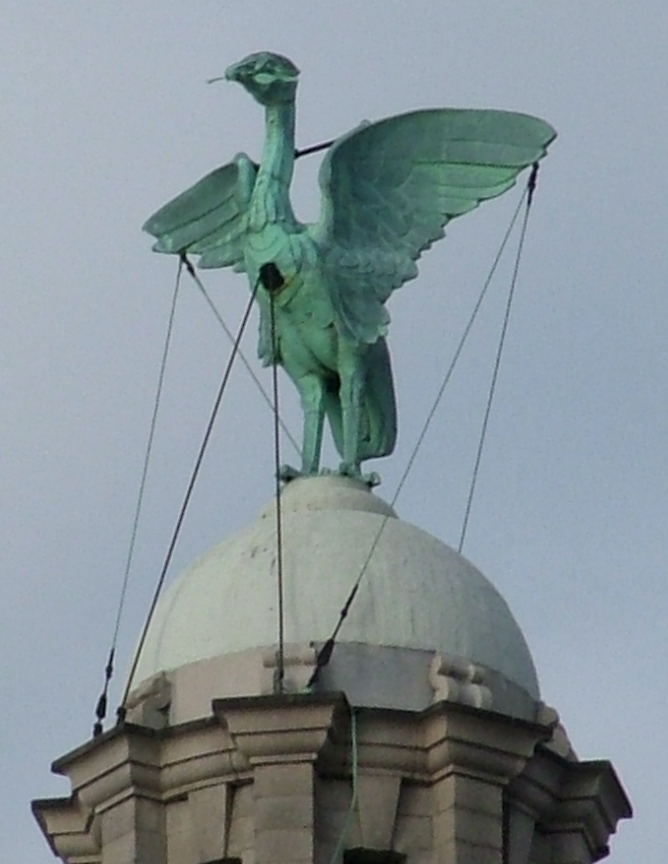
Nahaufnahme des Liverbirds

Darstellungen des Vogels sind in ganz Liverpool zu finden, am zahlreichsten auf den historischen Laternenständern im Stadtzentrum, auf denen kleine Versionen als Aufsatz sitzen. Die beiden berühmtesten stehen auf den Glockentürmen des Royal Liver Building am Pier Head mit Blick auf den Mersey. Ihre Namen sind „Bertie“ und „Bella“. Das Männchen Bertie schaut über die Stadt und das Weibchen Bella blickt auf das Meer. Das Gebäude, das Hauptquartier der Versicherungsgesellschaft Royal Liver Assurance, wurde 1911 eröffnet. Die metallenen Kormoran-ähnlichen Vögel wurden von Carl Bernard Bartels gestaltet und von der Bromsgrove Guild of Applied Arts hergestellt.
Es gibt noch zwei weniger bekannte Liver Birds in der Stadt. Ein dritter Metall-Vogel steht auf dem nahegelegenen Mersey-Chambers-Bürogebäude, neben der Church of Our Lady and St Nicholas, der Parish-Kirche der Stadt Liverpool. Der vierte, ein in Stein gehauener Vogel, war Dachzier des St. John’s Market ab 1822 bis zu dessen Abriss 1964. Der steinerne Liver Bird ist heute im Museum of Liverpool ausgestellt.
Obwohl der Vogel heutzutage in der öffentlichen Wahrnehmung untrennbar mit dem FC Liverpool verbunden ist, war der FC Everton der erste Verein, welcher ihn als Maskottchen verwendete. Er wurde in den 1930er Jahren durch den Everton Lock-Up ersetzt, ein ikonisches Gebäude in Liverpool. Einige Fans wollen den Liverbird wieder einführen. Sie argumentieren, dass er als Symbol der ganzen Stadt rechtmäßig beiden Vereinen gehöre. Im Jahr 2012 führte der FC Liverpool ein Vereinsmaskottchen ein, welches an den Liver Bird angelehnt ist und den Namen Mighty Red trägt.

## Moderne Mythen und Populärkultur

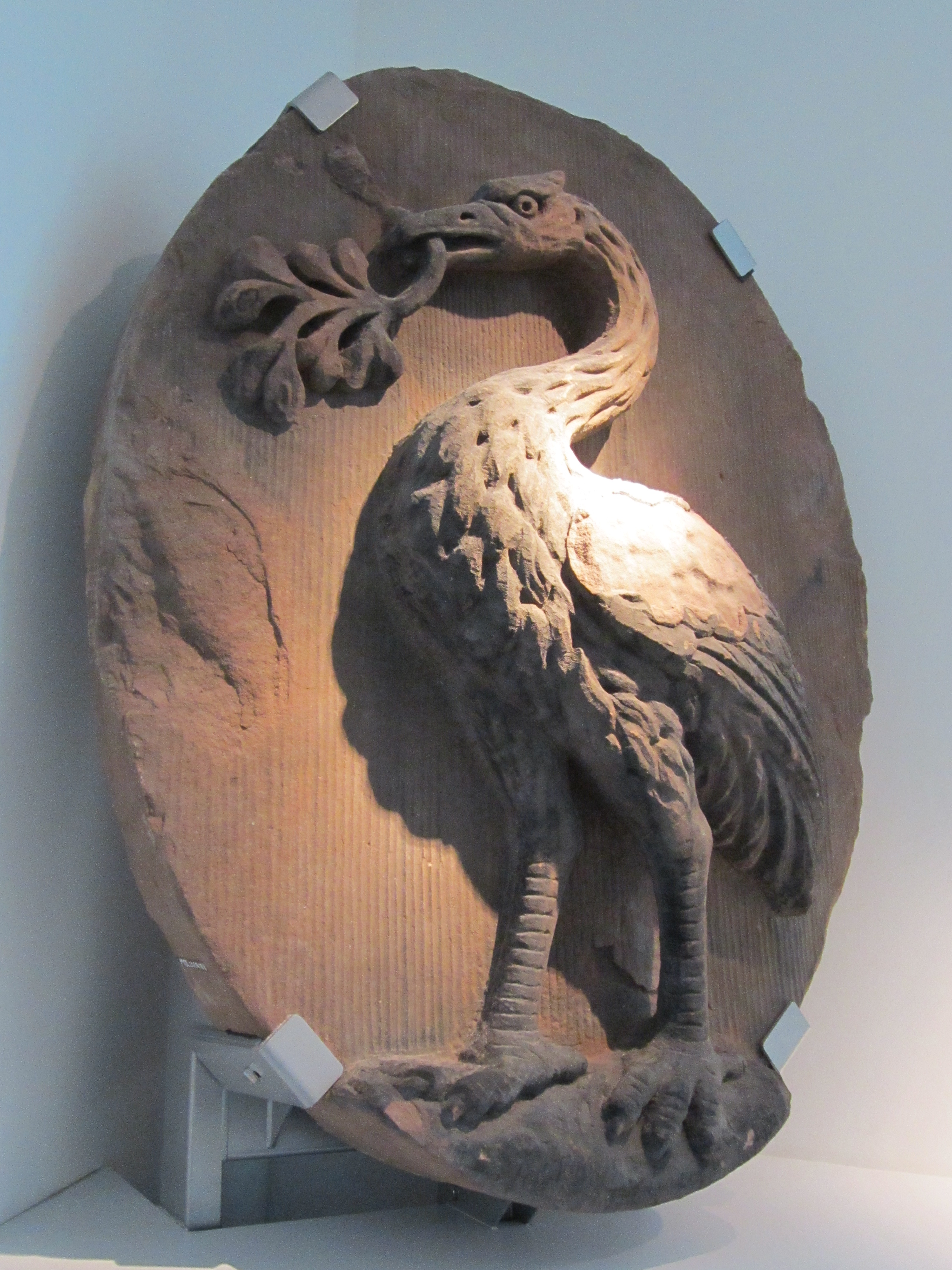
Liver Bird aus dem alten Sailors’ Home, heute im Liverpool Museum.

Die heutige Popularität des Symbols geht größtenteils auf das Jahr 1911 zurück, als das Liver Building gebaut wurde. Die prominente Darstellung zweier Liver Birds ließ die Idee wieder aufleben, dass der Liver ein mythischer Vogel war, der einst die örtliche Küste heimgesucht hatte. Einer populären Legende zufolge handelt es sich um ein Pärchen: Das Weibchen schaut aufs Meer hinaus und wartet darauf, dass die Seeleute sicher nach Hause zurückkehren, und das Männchen schaut in die Stadt und wacht über die Familien der Seeleute (oder „versichert sich, dass die Kneipen offen sind“ – „making sure the pubs are open“, wie es in einer scherzhaften Version heißt). Die lokale Legende besagt auch, dass die Vögel voneinander abgewandt sind, denn wenn sie sich paaren und wegfliegen würden, würde die Stadt aufhören zu existieren.
Eine andere Legende besagt, dass sie angekettet sind, weil der Fluss Mersey über die Ufer treten und die Stadt Liverpool überschwemmen würde, wenn sie wegfliegen.
Eine Frauen-Rockband von Liverpool, die The Liverbirds war in den 1960ern aktiv. Sie gingen 1964 nach Hamburg, wo sie als die weiblichen Beatles angekündigt wurden.
Während der 1970er Jahre war The Liver Birds der Name einer beliebten britischen Sitcom über zwei junge Frauen in Liverpool, eine Anspielung auf den britischen Slangbegriff „Bird“, der eine junge Frau bezeichnet.
Das Wappen von Sir Paul McCartney ist ein rufender Liver Bird mit einer Gitarre in Anspielung auf seinen Beruf und seine Heimatstadt.
Die Liver Birds stehen im Mittelpunkt der Handlung des 2022 erschienenen Romans „Red Bird“. Im Gegensatz zu anderen Darstellungen werden die Vögel hier als mörderische und fleischfressende dohlenähnliche Kreaturen dargestellt.

## Marke

Im November 2008 reichte der FC Liverpool beim britischen Amt für geistiges Eigentum (Intellectual Property Office) einen Antrag auf Eintragung der auf dem Vereinswappen abgebildeten Version des Liver Birds als Markenzeichen ein. Der stellvertretende Ratsvorsitzende Flo Clucas antwortete: „Der Liver Bird gehört allen Menschen in Liverpool und nicht einem Unternehmen oder einer Organisation“ („The Liver bird belongs to all the people of Liverpool and not one company or organisation“).
Im September 2010 erhielt der FC Liverpool schließlich eine Eintragung für eine Marke mit einem Liver Bird, nachdem er sich mit dem Stadtrat geeinigt hatte. Der FC Liverpool erhielt vom europäischen Markenamt (European trademark office) eine Markenregistrierung und der Stadtrat erhielt vom Intellectual Property Office eine eigene Registrierung für eine Marke mit dem Lebervogel. Dies geschah, um die Verwendung durch Unternehmen in Liverpool zu schützen, aber auch, damit sich der Fußballverein vor gefälschten Produkten schützen konnte.